# Щастя в невіданні (Доктор Хаус)
«Щастя в невіданні» (англ. Ignorance Is Bliss)  — восьма серія шостого сезону американського телесеріалу «Доктор Хаус». Прем'єра епізоду проходила на каналі FOX 23 листопада 2009. Доктор Хаус і його нова команда мають врятувати чоловіка, який вважає, що його розум не зможе зробити його щасливим.

## Сюжет
Джеймс, чоловік з айк'ю 178, який вирішив відмовитись від свого мозку і стати щасливим, втрачає змогу керувати руками. В лікарні команда розуміє, що у нього легкий кашель, атаксія і анемія. Чейз вважає, що у чоловіка ТТП і наказує зробити аналізи для перевірки. Результат підтверджує хворобу, але на лікувальний препарат у пацієнта алергія. Хаус наказує видалити селезінку. Операція проходить без ускладнень, проте після неї у чоловіка виникає інсульт. Форман думає, що у чоловіка хвороба Отіса Кембела. Хаус наказує перевірити будинок і зробити аналіз, який має виявити токсини.
У будинку Чейз знаходить випивку, тому Хаус наказує провести біопсію печінки. Результати аналізу свідчать, що у пацієнта підвищений альбумін і команда розуміє, що, можливо, відмовляють нирки. Кадді вирішує запросити Хауса на день подяки до своєї сестри. Коли він приїжджає до місця, то розуміє, що Кадді підставила його і дала хибну адресу. Щоб помститись їй він приходить до Лукаса і, вдаючи із себе п'яного, каже, що кохає Кадді. Наступного дня Лукас каже їй, що не хоче бути перешкодою між нею і Хаусом. Тауб думає, що у чоловіка синдром Гудпащера і команда починає лікування. Хаус розуміє, чому у пацієнта багато сиропів від кашлю і випивка удома. Якщо приймати їх, то разом вони пошкоджують мозок і знижують айк'ю.
Команда починає лікування і пацієнт одужує, проте невдовзі у Джеймса виникає параліч ніг. Невдовзі Хаус дізнається, що 12 років тому пацієнт зламав собі три ребра. Хаус розуміє, що вони пошкодили селезінку і розділили її на декілька частин, згодом вони прижились. Перший діагноз ТТП не був помилковим, просто Чейз не видалив інші 16 селезінок.